# Lider opozycji (Australia)
Lider opozycji (oficjalnie: Lider Lojalnej Opozycji Jego Królewskiej Mości) – stanowisko istniejące w systemie politycznym Australii, wzorowane na analogicznej funkcji w Wielkiej Brytanii. Liderem opozycji zostaje automatycznie polityk kierujący w Izbie Reprezentantów frakcją największej pod względem liczby posiadanych mandatów spośród partii pozostających poza rządem. W praktyce australijską scenę polityczną zdecydowanie dominują dwa ugrupowania - Liberalna Partia Australii (LPA) i Australijska Partia Pracy (ALP). Gdy przywódca jednej z nich jest premierem, polityk stojący na czele drugiej pełni funkcję lidera opozycji. 
Lider opozycji zasiada na sali obrad naprzeciwko premiera. Posiada pierwszeństwo zabierania głosu w czasie tzw. sesji pytań do szefa rządu (question time). Kiedy premier przemawia w Izbie, zwyczajowo lider opozycji otrzymuje tyle samo czasu na odpowiedź. Powołuje także tzw. gabinet cieni, którego członkowie pełnią w debatach parlamentarnych analogiczną funkcję w stosunku do poszczególnych ministrów. Od powstania Związku Australijskiego w 1901 roku, 34 osoby pełniły funkcję lidera opozycji. Dziewiętnaście z nich stanowili byli lub (częściej) przyszli premierzy.
Od 30 maja 2022 roku liderem opozycji jest Peter Dutton, kierujący zarazem federalnymi strukturami Liberalnej Partii Australii .

## Lista liderów
| #   | imię i nazwisko    | zdjęcie          | od                   | do                   | partia                                                       |
| 1.  | George Reid        | George Reid      | 19 maja 1901         | 17 sierpnia 1904     | Partia Wolnego Handlu                                        |
| 2.  | Chris Watson       | Chris Watson     | 18 sierpnia 1904     | 5 lipca 1905         | Australijska Partia Pracy                                    |
| -   | George Reid        |                  | 7 lipca 1905         | 16 listopada 1908    | Partia Wolnego Handlu Partia Antysocjalistyczna              |
| 3.  | Joseph Cook        | Joseph Cook      | 17 listopada 1908    | 26 maja 1909         | Partia Antysocjalistyczna                                    |
| 4.  | Alfred Deakin      | Alfred Deakin    | 26 maja 1909         | 2 czerwca 1909       | Związkowa Partia Liberalna                                   |
| 5.  | Andrew Fisher      | Andrew Fisher    | 2 czerwca 1909       | 29 kwietnia 1910     | Australijska Partia Pracy                                    |
| -   | Alfred Deakin      |                  | 1 lipca 1910         | 20 stycznia 1913     | Związkowa Partia Liberalna                                   |
| -   | Joseph Cook        |                  | 20 stycznia 1913     | 24 czerwca 1913      | Związkowa Partia Liberalna                                   |
| -   | Andrew Fisher      |                  | 8 lipca 1913         | 17 września 1914     | Australijska Partia Pracy                                    |
| -   | Joseph Cook        |                  | 8 października 1914  | 17 lutego 1916       | Związkowa Partia Liberalna Nacjonalistyczna Partia Australii |
| 6.  | Frank Tudor        | Frank Tudor      | 1 listopada 1916     | 10 stycznia 1922     | Australijska Partia Pracy                                    |
| 7.  | Matthew Charlton   | Mathew Charlton  | 10 stycznia 1922     | 29 marca 1928        | Australijska Partia Pracy                                    |
| 8.  | James Scullin      | James Scullin    | 29 marca 1928        | 22 października 1929 | Australijska Partia Pracy                                    |
| 9.  | John Latham        | John Latham      | 20 listopada 1929    | 7 maja 1931          | Nacjonalistyczna Partia Australii                            |
| 10. | Joseph Lyons       | Joseph Lyons     | 7 maja 1931          | 6 stycznia 1932      | Partia Zjednoczonej Australii                                |
| -   | James Scullin      |                  | 7 stycznia 1932      | 1 października 1935  | Australijska Partia Pracy                                    |
| 11. | John Curtin        | John Curtin      | 1 października 1935  | 7 października 1941  | Australijska Partia Pracy                                    |
| 12. | Arthur Fadden      | Arthur Fadden    | 7 października 1941  | 23 września 1943     | Partia Narodowa                                              |
| 13. | Robert Menzies     | Robert Menzies   | 23 września 1943     | 19 grudnia 1949      | Partia Zjednoczonej Australii Liberalna Partia Australii     |
| 14. | Ben Chifley        | Ben Chifley      | 19 grudnia 1949      | 20 czerwca 1951      | Australijska Partia Pracy                                    |
| 15. | Herbert Vere Evatt | Herbert Evatt    | 20 czerwca 1951      | 9 lutego 1960        | Australijska Partia Pracy                                    |
| 16. | Arthur Calwell     | Arthur Calwell   | 7 marca 1960         | 8 lutego 1967        | Australijska Partia Pracy                                    |
| 17. | Gough Whitlam      |                  | 8 lutego 1967        | 2 grudnia 1972       | Australijska Partia Pracy                                    |
| 18. | Billy Snedden      | Billy Snedden    | 2 grudnia 1972       | 21 marca 1975        | Liberalna Partia Australii                                   |
| 19. | Malcolm Fraser     | Malcolm Fraser   | 21 marca 1975        | 11 listopada 1975    | Liberalna Partia Australii                                   |
| -   | Gough Whitlam      |                  | 11 listopada 1975    | 22 grudnia 1977      | Australijska Partia Pracy                                    |
| 20. | Bill Hayden        |                  | 22 grudnia 1977      | 3 lutego 1983        | Australijska Partia Pracy                                    |
| 21. | Bob Hawke          | Bob Hawke        | 3 lutego 1983        | 11 marca 1983        | Australijska Partia Pracy                                    |
| 22. | Andrew Peacock     | Andrew Peacock   | 11 marca 1983        | 5 września 1985      | Liberalna Partia Australii                                   |
| 23. | John Howard        | John Howard      | 5 września 1985      | 9 maja 1989          | Liberalna Partia Australii                                   |
| -   | Andrew Peacock     |                  | 9 maja 1989          | 3 kwietnia 1990      | Liberalna Partia Australii                                   |
| 24. | John Hewson        |                  | 3 kwietnia 1990      | 23 maja 1994         | Liberalna Partia Australii                                   |
| 25. | Alexander Downer   | Alexander Downer | 23 maja 1994         | 30 stycznia 1995     | Liberalna Partia Australii                                   |
| -   | John Howard        |                  | 30 stycznia 1995     | 11 marca 1996        | Liberalna Partia Australii                                   |
| 26. | Kim Beazley        | Kim Beazley      | 19 marca 1996        | 11 listopada 2001    | Australijska Partia Pracy                                    |
| 27. | Simon Crean        | Simon Crean      | 11 listopada 2001    | 2 grudnia 2003       | Australijska Partia Pracy                                    |
| 28. | Mark Latham        | Mark Latham      | 2 grudnia 2003       | 18 stycznia 2005     | Australijska Partia Pracy                                    |
| -   | Kim Beazley        |                  | 28 stycznia 2005     | 4 grudnia 2006       | Australijska Partia Pracy                                    |
| 29. | Kevin Rudd         | Kevin Rudd       | 4 grudnia 2006       | 3 grudnia 2007       | Australijska Partia Pracy                                    |
| 30. | Brendan Nelson     | Brendan Nelson   | 3 grudnia 2007       | 16 września 2008     | Liberalna Partia Australii                                   |
| 31. | Malcolm Turnbull   | Malcolm Turnbull | 16 września 2008     | 1 grudnia 2009       | Liberalna Partia Australii                                   |
| 32. | Tony Abbott        | Tony Abbott      | 1 grudnia 2009       | 18 września 2013     | Liberalna Partia Australii                                   |
| 33. | Bill Shorten       |                  | 13 października 2013 | 30 maja 2019         | Australijska Partia Pracy                                    |
| 34. | Anthony Albanese   |                  | 30 maja 2019         | 23 maja 2022         | Australijska Partia Pracy                                    |
| 35. | Peter Dutton       |                  | 30 maja 2022         | nadal                | Liberalna Partia Australii                                   |